# Johann Christian Fischer (Offizier)
Johann Christian Fischer (* 17. Januar 1713 in Stuttgart; † 1. Juli 1762 bei Kassel) (französisch Jean-Chrétien Fischer) war ein Brigadier des armées du roi und Führer eines französischen Freikorps.

## Leben
Johann Christian Fischer war der Sohn von Georg Albrecht Fischer, Buchhalter in einer Stuttgarter Tabakfabrik und dessen Frau Magdalene Christine, geborene Faber. Nach dem Tode seines Vaters 1737 trat er in französische Dienste und erscheint erstmals unter Louis de Conflans, marquis d’Armentières im Régiment d’Anjou. Er kämpfte 1741 unter François-Marie de Broglie in Bayern und Böhmen. Danach wurde er Ordonnanzoffizier unter dem Marschall von Sachsen. Eventuell wurde er von ihm angehalten, ein Husarenkorps aufzustellen. Ein solches Korps wurde 1743 vor Prag etabliert.
Das Korps Fischer zog mit Marschall Jean-Baptiste Desmarets im österreichischen Erbfolgekrieg 1744 in Hessen ein. Es konnte im Kloster Arnsburg 60 Wagen Nachschub erbeuten. 1746 geriet er in österreichische Gefangenschaft, aus der er nach dem Friedensschluss am 18. Oktober 1748 freigelassen wurde. Anschließend wurde er nach Französisch-Indien versetzt, wo er 1755 Colonel der deutschen Truppen in Pondicherry wurde.

### Siebenjähriger Krieg in Europa
Im Siebenjährigen Krieg 1757 war er wieder in Europa aktiv und bekam ein Korps von über 3000 deutschen Husaren und Jägern unterstellt. Im Juli 1757 kämpfte es bei Hildesheim und zog über Marburg, Ziegenhain, Göttingen und Einbeck nach Hannover. Hier kam es zu schweren Gefechten mit den hannoverschen Jägern. Ende September kämpfte er bei Halberstadt. Am 1. Oktober rückte das Korps in Nordhausen ein und am 15. Dezember befand es sich in Buchholz und Schwarmstedt.
Auszeichnen konnte er sich am 23. Juni 1758 in der Schlacht bei Krefeld. Als der braunschweigische Marschall Ferdinand von Braunschweig die französischen Truppen einkesseln wollte, konnte Fischer die französischen Truppen unter Louis de Bourbon warnen. In der Schlacht bekam Fischer einen Hieb in den Rücken und einen Schuss ins Bein. Im September 1758 befand er sich in Northeim, wo er für den General Foullon Kontributionen erpresste. Am 13. April 1759 kämpfte die Einheit in der Schlacht bei Bergen. Dort besiegte sie Nachhut, zerschlugen zwei Grenadierbataillone und zwei Eskadronen Finckenstein-Dragoner. Drei weitere Eskadronen des Regiments konnten gefangen genommen werden. Es konnten zwei Standarten und die Kriegskasse erbeutet werden.
Fischer wurde dafür am 21. April 1759 zum Brigadier des armées du Roi befördert.
Seine Einheit kämpfte dann in der Schlacht bei Minden, die für die Franzosen in einer Niederlage endete.

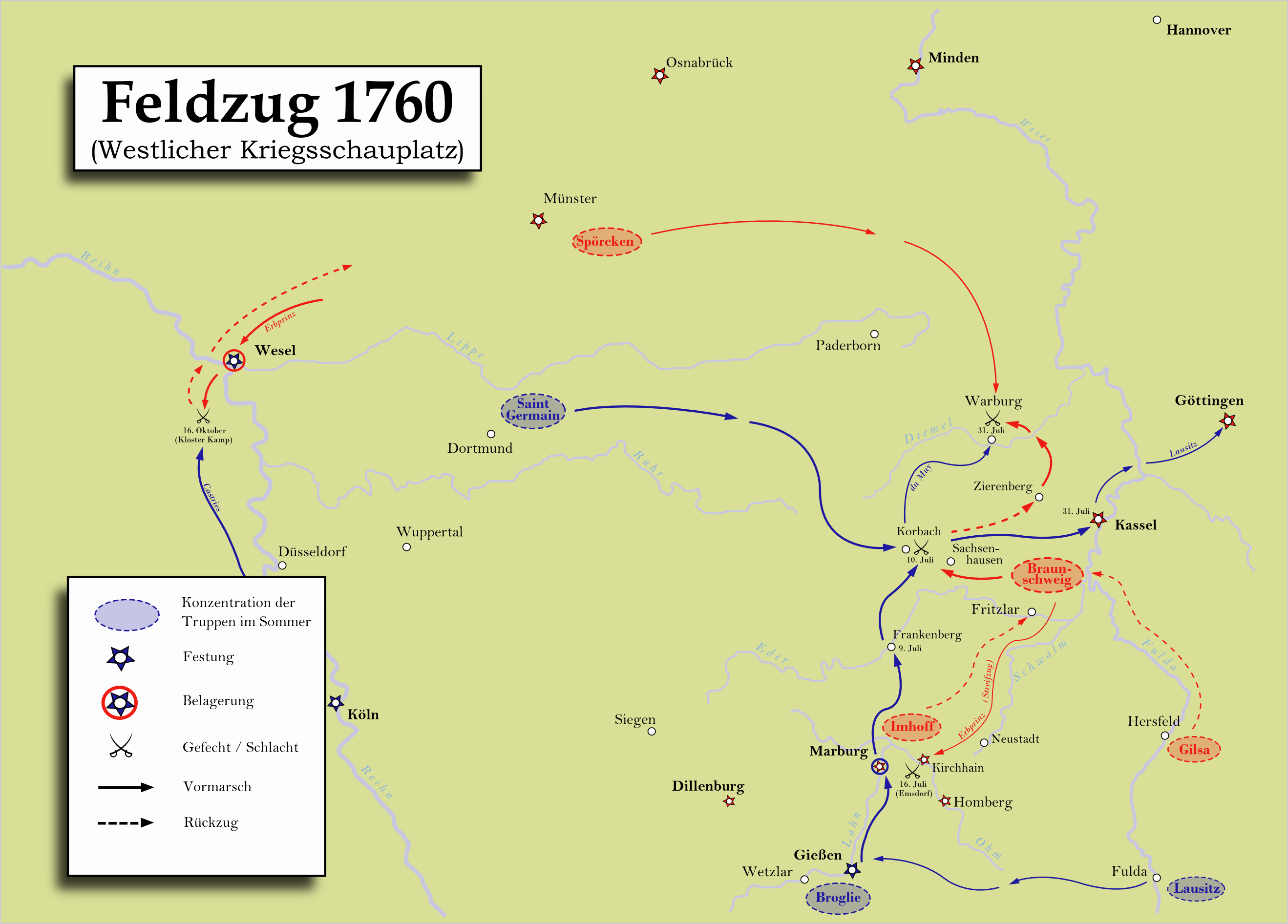
Feldzug 1760

Am 20. Mai 1760 lag die Einheit bei Elberfeld und zog am 5. Juni nach Duisburg weiter. In der Schlacht bei Warburg am 31. Juli 1760 wurde das Korps von Fischer fast vernichtet. Am 15. Oktober 1760 bildeten sie die französische Vorhut in der Schlacht bei Kloster Kampen und erlitten wieder schwere Verluste. Die Truppe musste sich dann in sein Winterquartier in Mettmann und Umgebung zurückziehen.
Beim König in Ungnade gefallen, wurde ihm per königlicher Anweisung vom 27. April 1761 die Inhaberschaft über sein Korps entzogen und dieses am 14. Mai 1761 dem Herzog von Conflans übertragen. Fischer blieb lediglich der Rang des Lieutenant-colonel und die stellvertretende Kommandogewalt. Er beschränkte sich dann auf Aufklärungsaufgaben; auch hier wurde ihm in der Person eines gewissen Goldberg ein „zweiter Mann“ beigestellt und Fischer, schlecht von ihm informiert, konnte seine Führer in der Schlacht bei Wilhelmsthal nicht rechtzeitig vor einer Bewegung des Feindes warnen. Durch Anschuldigungen aus der französischen Führung tief in seinem Selbstwertgefühl getroffen und von einem bösartigen Fieber befallen, legte er sich am 28. Juni zu Bett und verstarb am 1. Juli.
Am 3. Juli schrieb der Maréchal de Subise an den Kriegsminister:

« Nous le regrettons beaucoup et je crois avec raison. »

„Wir bedauern es sehr und ich glaube aus gutem Grund.“

Der napoleonische General Jean Claude Pajol bemerkte über Fischer:

« Sa vie devrait être écrite avec détails et répandue dans l’armée pour servir d’exemple et d’encouragement. »

„Sein Leben sollte detailliert aufgeschrieben und in der Armee weit verbreitet sein, um als Beispiel und Ermutigung zu dienen.“